# Перси, Томас, 7-й граф Нортумберленд
Томас Перси (англ. Thomas Percy; 10 июня 1528 — 22 августа 1572) — английский аристократ, 1/7-й граф Нортумберленд и 1/10-й барон Перси с 1557 года, старший сын сэра Томаса Перси и Элеоноры Харботтл, племянник Генри Перси, 6-го графа Нортумберленда. Во время правления королевы Марии I ему были возвращены родовые владения и восстановлены титулы графа Нортумберленда и барона Перси. Также он занимал ряд должностей, в том числе был в 1557—1559 годах хранителем Восточной и Средней Шотландской марки. После того как королевой стала протестантка Елизавета I, граф Нортумберленд, остававшийся католиком, постепенно отдалился от английского двора. Осенью 1569 года Томас возглавил Северное восстание против королевы, после подавления которого бежал в Шотландию. Позже был выдан Англии и казнён. В 1895 году был причислен к лику блаженных в католической церкви.

## Происхождение
Томас происходил из знатного рода Перси, который был первым по значимости родом в Северо-Восточной Англии. Он был старшим из сыновей сэра Томаса Перси и Элеоноры Харботтл, дочери Гискарда Харботтла из Бимиша в графстве Дарем. У него было 2 младших брата — Генри и умерший в младенчестве Гискард, а также 3 сестры — Джоан, Мэри и Кэтрин. Сэр Томас приходился одним из младших сыновей Генри Элджернона Перси, 5-го графа Нортумберленда. Вместе с другим братом, Ингрэмом, Томас был очень недоволен тем, что его старший брат, Генри Перси, 6-й граф Нортумберленд, обладавший слабым здоровьем и не имевший детей, фактически лишил их наследства, поскольку начал продавать свои поместья, а 2 февраля 1536 года оставшиеся владения завещал короне. В итоге оба брата Перси в 1536 году приняли участие в католическом восстании, известном как «Благодатное паломничество», а позже в новом восстании в Северном и Западном райдингах Йоркшира. После подавления восстания Томас был казнён в Тайберне 2 июня 1537 года, а Ингрэм умер в тюрьме. Граф Нортумберленд умер 29 июня того же года, после чего его титулы оказались в состоянии ожидания, а владения отошли к короне.

## Молодые годы
Томас родился 10 июня 1528 года. После подавления восстания, в котором участвовал его отец, сэр Томас, все его дети были отправлены на попечение их родственника, сэра Томаса Тэмпеста — сначала в Холмсайд (графство Дарем), затем — в Тонг Холл в Йоркшире. Их мать в 1541 году вышла вторично замуж за сэра Ричарда Холланда из Дентона в Ланкашире, после чего дети, возможно, провели какое-то время в Ливерпуле.
14 марта 1549 года Томас был объявлен совершеннолетним и был восстановлен парламентом в правах. Позже Джон Дадли, который получил в 1551 году титул герцога Нортумберленда и с начала 1550-х годов приобретал поместья Перси в Северной Англии, сделал жест доброй воли, назначив Томасу и его младшему брату Генри содержание в 66 фунтов 13 шиллингов и 4 пенса в год. Также спустя какое-то время он выделил Томасу принадлежавшее ранее его отцу поместье Прадо с доходом в 100 фунтов в год около Лэнгли в Нортумберленде. В 1552 году он получил ещё некоторые бывшие владения Перси.

## Граф Нортумберленд
Казнь герцога Нортумберленда в 1553 году дала Томасу, который был воспитан католиком, шанс вернуть семейное наследство, однако королева Мария не особо торопилась это делать. Только после того как в Северной Англии начались беспорядки, она посчитала целесообразным вернуть Перси их семейное достояние. В ноябре 1554 года Томас попал в парламент как старший рыцарь графства Уэстморленд. Этим он, вероятно, был обязан своему двоюродному брату Генри Клиффорду, 2-му графу Камберленду и, возможно, бывшему слуге дяди — Томасу Уортону, 1-му барону Уортону. К 1555 году Томас получил также должность констебля замка Прадо в Нортумберленде, которую в своё время занимал его отец. В апреле 1557 года Томасу проявил храбрость и вернул захваченный повстанцами, которых возглавлял сэр Томас Стаффорд, замок Скарборо — важный стратегический пункт в Северном райдинге Йоркшира. Также он был посвящён в рыцари, 30 апреля для него был восстановлен титул барона Перси, а 1 мая — графа Нортумберленда; кроме того ему была возвращена ещё часть родовых владений, прикреплённых к графскому титулу. 30 мая Томас получил должность главного маршала северной армии, а затем стал и членом Совета Севера. Позже последовали назначения и на другие должности: 26 июня Томас был совместно с бароном Уортоном назначен бейлифом Ричмонда, 26 июля — главным хранителем Ричмондского леса и констеблем замков Ричмонд и Мидлэм, 2 августа — хранителем Восточной и Средней Шотландских марок и капитаном Берика. В ведении графа Нортумберленда и его брата Генри находилась общая защита границы от набегов шотландцев. Они добросовестно выполняли свои обязанности, а успешности своей службы они во многом были обязаны возникшим разногласиям между Францией и Шотландией. В августе 1558 года граф Норткмберленд узнал о планах нападения шотландцев на замки Норем и Уорк, а в январе 1559 года, прослышав об угрозе нападения французов, собрал в гарнизон Берика тысячу человек. При этом Фрэнсис Толбот, 5-й граф Шрусбери, жаловался на паникёрские послания Нортумберленда и преждевременные требования дорогой подмоги.
Несмотря на то что Томасу были возвращены принадлежавшие его семье титулы, под его управлением оказалось только 3/4 поместий из числа родовых владений его деда, многие из поместий теперь имели других владельцев. Принадлежавшие графу маноры располагались в основном в Йоркшире, там же находились его главные поместья; кроме того, у Томаса были владения в Камберленде, Нортумберленде и Сассексе. Доход графа Нортумберленда составлял 3077 фунтов в год. При этом Алник, главное графское поместье, а также ряд других владений были полностью разграблены. Но под управлением Томаса оказалась часть королевского манора Ричмонд, что приносило ему серьёзный доход.
12 июня 1558 года граф Нортумберленд женился на Анне Сомерсет, третьей дочери Генри Сомерсета, 2-го графа Вустера. В этом браке родился сын Томас, умерший в младенчестве, и 5 дочерей, из которых 4 дожили до взрослой жизни.

## Правление Елизаветы I
После того как королевой Англии в 1558 году стала Елизавета I, графу Нортумберленду сообщили, что его не могут отозвать с севера, чтобы он присутствовал на заседании первого созванного новой королевой парламенте. 18 января 1559 года Томас был официально утверждён хранителем Восточной Шотландской марки. В феврале того же года он официально отвечал за проводящиеся в Нореме англо-шотландские переговоры, однако для них он делегировал своего брата Генри, который был протестантом. 31 мая 1559 года он подписал договор с Шотландией в Апсеттингтоне.
Однако тот факт, что граф Нортумберленд не скрывал своих симпатий к католикам, не могли не сказаться на его положении при королеве-протестантке. После того как в Лондон была отправлена жалоба на хранителя Шотландских марок, осенью для расследования предполагаемых обид на границу был послан сэр Ральф Сэдлер. Он порекомендовал сместить обоих Перси, выражая сомнения в их мудрости и лояльности, а также указал, что граф Нортумберленд гораздо хуже брата, ибо он ярый «папист». В итоге в конце 1559 — начале 1560 года граф Нортумберленд подал в отставку с поста хранителя Восточной марки, вместо него был назначен Уильям Грей, 13-го барона Грея из Уилтона, дядя его жены. При этом Томас категорически отказался предоставить Алника своему преемнику в качестве базы. Также Грей жаловался, что граф Нортумберленд продолжал оказывать скрытое влияние на его людей.
Несмотря на мнение Сэдлера об отношении графа Нортумберленда к религии, тот был назначен духовным инспектором королевы Елизаветы в Северной Англии. При этом он не стал показным протестантом и, предположительно, не сделал ничего, чтобы способствовать распространению протестантской религии в регионе.
После того как граф Нортумберленд освободился от обязанностей хранителя Шотландской марки, он смог участвовать в заседаниях парламента, чем воспользовался, чтобы выступать против новых антикатолических мер, предпринимаемый правительством. В 1563 году он посетил около 60 % заседаний, а в 1566 — около 75 %. Кроме того, при открытии парламента в 1563 году и при закрытии в 1566 году он исполнял церемониальную роль держателя меча. Тем не менее в основном он заседал в разных комитетах; исключение составляли заседания, которые требовали присутствия главных магнатов королевства.
Королева предприняла некоторые усилия, чтобы привлечь графа Нортумберленда в число своих сторонников. В 1562 году она предложила ему позвать королеву Шотландии Марию Стюарт в замок Алник, чтобы 2 королевы могли встретиться, но тот отказался это сделать. 22 апреля 1563 года она сделала его кавалером ордена Подвязки. Но отрыв Томаса от королевского двора был очевиден. В итоге в 1564 году в числе других известных католиков граф Нортумберленд был исключён из состава мирных комиссий в Нортумберленде и Йоркшире.
Известно, что граф Нортумберленд общался в Йоркшире с жившей там Маргарет Стюарт, графиней Леннокс, и был одним из ключевых фигур в проводимых ей политических интригах. В Рождество 1561 года ему предположительно было предписано держаться подальше от графини, поскольку существовал проект о браке одной из его сестёр с Артуром Поулом, который был одним из потенциальных наследников английского престола. В 1565 году, когда английское правительство пыталось предотвратить брак Генри Стюарта, лорда Дарнли, и королевы Шотландии Марии Стюарт, регент Шотландии Джеймс Стюарт, граф Морей, в Эдинбурге пытался убедить английского посланника сэра Николаса Трокмортона в том, что граф Нортумберленд является частью заговора графини Леннокс и должен быть задержан в Лондоне.
Тайный совет рассматривал влияние графа Нортумберленда в Северной Англии как потенциальную угрозу, но, возможно, в 1560-е годы тому так и не удалось укрепить свою власть. Его основным местопребыванием был Топклифф в Северном райдинге или Леконфилд в Восточном райдинге, поэтому он не имел возможности эффективно управлять Нортумберлендом. Баронский суд практически не функционировал, в результате чего арендаторам приходилось считаться в первую очередь со своими соседями, а не с графом. При этом большое влияние на арендаторов имел Генри Перси, брат графа.
Позже английское правительство сообщало, что граф Нортумберленд был расточителен, что было частью его морального вырождения, однако у него не было каких-то финансовых проблем. В 1565 году у берегов Нортумберленда потерпел крушение корабль, который перевозил деньги от папы Пия IV для королевы Шотландии, граф Нортумберленд захватил их. Хотя Мария Стюарт всё же получила свою долю, он заработал на этом более 2 тысяч фунтов. Это показало, что графа больше интересовала прибыль, чем отношения с папой или королевой Шотландии. В 1567 году он был возмущён тем, что корона отказалась передать ему часть доходов от добываемых в его имении Ньюлендс в Камберленде меди и угля; впрочем, инициатива их добычи происходила именно от английской короны. В 1568 году надежды графа получить от этого предприятия прибыль окончательно рухнули, ибо казначей отказал графу в доходах от рудников.
В 1568 года Мария Стюарт, которая была свергнута с шотландского престола, бежала из заключения в Англию. В мае она прибыла в Уорингтон, находившийся недалеко от имения графа Нортумберленда Кокермут в Камберленде, поэтому он получил распоряжение от Совета Севера взять на себя её приём, поскольку предполагалось, что граф сможет первым добраться к бывшей королевы. Однако к моменту его прибытия Марию Стюарт уже встретил сэр Ричард Лоутер, который отвёз её в Карлайл, что вызвало недовольство графа, поскольку он предполагал, что раз он является здесь главным магнатом, то опека над королевой должна быть передана ему. Совет Севера, судя по всему, частично удовлетворил его требования, поэтому граф прибыл в Карлайл, где встретился с Марией Стюарт, выразив ей сочувствие в постигших её невзгодах. Однако это дружеское расположение не понравилось английскому правительству, поэтому Нортумберленду было велено покинуть Карлайл.
Возможно, что именно тогда у графа Нортумберленда возникли планы по сближению с бывшей шотландской королевой, которые противоречили его бывшему союзу с графиней Леннокс, убеждённой, что Мария Стюат причастна к убийству лорда Дарнли. В это время его недовольство королевой Елизаветой достигло критической точки. В результате Нортумберленд начал участвовать в разных проектах по освобождению Марии Стюарт из-под стражи. По одному из них жена графа должна была посетить пленённую королеву и, переодевшись, поменяться с ней местами. В конце 1568 года Нортумберленд в качестве зрителя присутствовал в Уайтхолле на слушаниях по обвинениям, выдвинутым против бывшей шотландской королевы. Он воспользовался этим, чтобы переговорить с послами короля Испании Филиппа II и Марии. Однако эти контакты сразу не привели к каким-то результатам. В то время, когда возник заговор вокруг Томаса Говарда, 4-го герцога Норфолка, граф Нортумберленд находился на севере.
Своему сопротивлению Елизавете граф находил также религиозное оправдание. Он был хорошо знаком как минимум с двумя произведениями Николаса Сандерса о католических диспутах, что привело его к мыслям о невозможности религиозного компромисса. Кроме того, он обсуждал идею о легитимности восстания в случае, если правитель отлучён от церкви. Поэтому 8 ноября 1569 года, когда восстание уже началось, Нортумберленд вместе с другим его лидером, Чарльзом Невиллом, 6-м графом Уэстморлендом, написали папе Пию V письмо с просьбой об отлучении королевы Елизаветы I.

## Северное восстание
Главной движущей силой восстания в Северной Англии были члены знатных северных дворянских родов. При этом двое лидеров восстания, графы Нортумберленд и Уэстморленд, не смогли между собой договориться о целях. Граф Уэстморленд, который приходился шурином герцогу Норфолку, поддерживал план того жениться на Марии Стюарт, но воздерживался от религиозного оправдания восстания, в то время как граф Нортумберленд не был особо заинтересован в брачных устремлениях Норфолка; по его мнению, бывшая шотландская королева должна была выйти замуж за католика. При этом оба графа находились в достаточно дружеских отношениях с главой Совета Севера Томасом Рэдклиффом, графом Сассексом. Они встречались с ним в сентябре 1569 года на охоте. Однако в начале ноября граф Сассекс начал сомневаться в их лояльности; также вскрылось, что графы Уэстморленд и Нортумберленд вели переписку с испанским послом. В начале ноября по совету графа Сассекса оба графа внезапно были вызваны в Лондон, но приехать отказались.
14 ноября граф Нортумберленд написал письмо с извинениями, заявляя о верности короне, однако мятежники понимали, что раскрыты, среди них началась паника и они преждевременно начали восстание. 15 ноября в дом графа Нортумберленда прибыло несколько солдат с приказом арестовать его в качестве меры предосторожности, но тому удалось ускользнуть и прибыть в дом графа Уэстморленда в Брансепете. Там оба графа выпустили прокламацию о своём намерении восстановить католическую веру, призывая к себе сторонников, а также о намерении освободить Марию Стюарт, которая в это время находилась в заключении в Татбери. К графам и их людям присоединились многие соседи, в итоге они оказались во главе армии из 1700 всадников и 4 тысяч пехотинцев. Хотя всадники были хорошо тренированными воинами, пехотинцы по большей части представляли собой недисциплинированную толпу. 16 ноября армия двинулась в Дарем, где была проведена католическая месса, а также были сожжены англиканские богослужебные книги. 17 ноября они двинулись на юг, в Дарлингтон, а затем в сторону Йорка. Они не стали нападать на Йорк, миновав его. Между 18 и 20 ноября граф Нортумберленд посетил Ричмонд, Норталлертон и Боробридж, призывая их жителей присоединиться к восстанию. 20 ноября оба графа вместе с графиней Нортумберленд присутствовали на мессе в Рипоне. В это же время один из их отрядов занял Хартлпул, чтобы обеспечить связь с континентом, откуда восставшие ждали помощи. 22 ноября основная армия восставших собралась у Клиффорд Мура.
Марию Стюарт в это время уже спешно вывезли из Татбери в Ковентри. 26 ноября в Виндзоре лидеры мятежников были торжественно провозглашены предателями. Сэр Джордж Боуз собрал армию и укрепился в замке Барнард, в то время как сэр Джон Форстер и сэр Генри Перси, брат Нортумберленда, сохранивший верность королеве, собирали войска на границе. Лидеры восставших сначала планировали двинуться на Йорк, в котором находился граф Сассекс, но, узнав о собранных тем войсках, изменили планы. Граф Уэстморленд двинулся на замок Барнард, осадив его. Джордж Боуз успешно оборонялся 11 дней, но из-за предательства гарнизона ему пришлось сдать замок в обмен на свободу, после чего он присоединился к графу Сассексу. Сам же граф Уэстморленд отступил в Рэби, преследуемый армией Джона Форстера и Генри Перси.
Граф Нортумберленд удалился в Топклифф, куда 11 декабря двинулся из Йорка граф Сассекс. Когда он продвинулся на север, графы Уэстморленд и Нортумберленд объединили свои силы и отступили к границам. В итоге восстание было подавлено. 16 декабря в Хексеме мятежные графы распустили своих последователей, призвав их спасаться самостоятельно, а сами бежали в Шотландию.

## Плен и казнь
Беглецы пересекли границу 20 декабря, отдавшись на милость Армстронгов из Лиддесдейла. Первоначально их укрыл Джок Армстронг. Оставив беременную жену на попечение Джока (который позже отнял у неё лошадей и деньги), сам он двинулся к дому Гектора Армстронга из Харлава. Однако тот за денежное вознаграждение в январе 1570 года передал Нортумберленда с несколькими соратниками графу Мортону, регенту Шотландии, увёзшего беглого графа в Эдинбург. Сначала Томас просто находился под наблюдением, а потом его передали попечению сэра Уильяма Дугласа в Лохлевене. Жена Нортумберленда, Анна, осталась на границе, найдя пристанище сначала в замке Фернихерст, а затем в замке Хьюм. Она отклонила предложение присоединиться к мужу в Эдинбурге, решив сохранить свободу, чтобы попытаться собрать деньги для его выкупа. Она переписывалась с сочувствующими в Нидерландах, а в августе 1570 года прибыла в Антверпен. Король Испании Филипп II послал ей 6 тысяч марок, папа Пий V — 4 тысячи крон. К началу 1572 года графиня имела в руках 7000 эскудо (2000 фунтов). Однако её попытки выкупить мужа и переправить его во Фландрию из-за проволочек в переводе денег потерпели неудачу. Позже графиня Нортумберленд обвиняла герцога Альбу, штатгальтера Нидерландов, через которого поступали деньги, в их растрате.
Одновременно о выдаче графа Нортумберленда пыталась договориться Елизавета I, для которой это стало важной вехой в политике по отношению к разделённой между сторонниками и противниками Марии Стюарт Шотландии. Генри Перси, брат графа, уговаривал его признать свою вину и отдаться на милость королевы. Граф Морей, а потом сменивший его на посту регента граф Леннокс не стремились выполнить требования английской короны о выдаче беглеца. Но после того как регентом стал Джон Эрскин, граф Мар, английское предложение о выдаче графа за 2 тысячи фунтов было принято и 6 июня 1572 года Нортумберленд был передан англичанам. 15 августа он был доставлен в Берик и был передан лорду Хадстону. Следуя инструкциям королевы, Хадстон поддерживал у Нортумберленда надежду на получение снисхождения. 17 августа в Алнике он перепоручил пленника сэру Джону Форстеру, который привёз его в Йорк. Поскольку граф Нортумберленд английским парламентом ранее был объявлен изменником, то судебного разбирательства не было. 22 августа его обезглавили в Йорке на эшафоте, установленном на главной рыночной площади. Перед смертью он объявил, что сохранил свою католическую веру и отказался просить прощения у королевы, добавив: «Я — Перси в жизни и смерти».
Тело Томаса было в тот же день захоронено в церкви Святого Крукса в Йорке в присутствии двух мужчин, трёх служанок и «замаскированного незнакомца, который сбежал после того, как вызвал подозрение». Голова была выставлена на всеобщее обозрение у ворот Миклгейт Бар. В это время Уильям Тесимонд отрезал часть бороды в качестве реликвии.

## Наследство и память
Владения и титулы Томаса унаследовал его младший брат, Генри. Вдова Томаса, Анна, жила в изгнании в Нидерландах. Она надолго пережила мужа. Король Филипп выплачивал ей ежемесячную пенсию, также у неё были доходы из других источников, которые позволяли ей не только не нуждаться, но и оставить достаточно денег для дочери Джейн. Она умерла от оспы в монастыре в Намюре 8 или 9 сентября 1591 года.
Дочери Томаса во время восстания находились в Топклифе. Когда туда прибыл их дядя, Генри Перси, он нашёл их «в плачевном состоянии». Элизабет Перси позже вышла замуж за Ричарда Вудраффа из Вулли в Йоркшире, а Люси Перси — за Эдварда Стэнли из Эйншама в Оксфордшире. Гораздо большего добилась Джейн Перси, которая вышла замуж за Генри Сеймура, младшего сына Эдварда Сеймура, герцога Сомерсета. Ещё одна дочь, Мэри Перси, родилась уже после бегства родителей 11 июня 1570 года. Мать взяла её с собой в Нидерланды. Позже она отправилась в Англию, но после смерти матери вернулась в Нидерланды. Замуж она не вышла, в 1600 году постриглась в монахини в Брюсселе, где в 1616 году стала аббатиссой монастыря Успения Пресвятой Девы.
Друг графини, Николас Сандер, написал отчёт о смерти её мужа, который был опубликован в 1589 году в «Concertatio ecclesiae Catholicae» Джона Бриджуотера. Ричард Бристоу опубликовал в 1574 году «Краткий трактат», в котором назвал «доброго графа» мучеником. Уильям Аллен в опубликованной в 1584 году «Истинной, искренней и скромной защите английских католиков» также называет графа Нортумберленда мучеником. В 1895 году папа Лев XIII беатифицировал Томаса в числе 9 кандидатов, выдвинутых католическими епископами Англии, чему, возможно, помогло его почитание бенедиктинскими монахинями.
Сохранилось также несколько портретов графа Нортумберленда.

## Брак и дети
Жена: с 12 июня 1558 Анна Сомерсет (1536 — 9 сентября 1591), дочь Генри Сомерсета, 2-го графа Вустера, и Элизабет Браун. Дети:
- Томас Перси (ум. 1560), лорд Перси[1][2].
- Элизабет Перси (ок. 1559 — после 1604); муж: Ричард Вудрафф из Вулли[1][2].
- Люси Перси (ум. ок. 1601); муж: сэр Эдвард Стэнли из Эйншама[1][2].
- Джейн Перси (ум. после 1591); муж: Генри Сеймур[англ.] (1540—1588), адмирал малых морей[англ.][1].
- дочь (ум. в младенчестве)[13].
- Мэри Перси[англ.] (11 июня 1570—1642), аббатисса монастыря Успения Пресвятой Девы в Брюсселе с 1616[1][2][20].